# Achilles Heel, Antarktis
Achilles Heel är ett berg i Antarktis. Det ligger i Västantarktis. Argentina, Chile och Storbritannien gör anspråk på området. Toppen på Achilles Heel är 915 meter över havet.
Terrängen runt Achilles Heel är kuperad åt nordväst, men åt sydost är den bergig. Trakten är obefolkad. Det finns inga samhällen i närheten.